# Лэйн, Лорен
Лорен Лэйн (англ. Lauren Lane, род. 2 февраля 1961) — американская актриса и профессор театрального отделения университета штата Техас. Лэйн наиболее известна благодаря своей роли Си Си Бэбкок в ситкоме «Няня», где она снималась на протяжении шести сезонов, с 1993 по 1999 год.
Лэйн родилась в Оклахома-Сити и выросла в Техасе, где закончила со степенью бакалавра искусств Университет штата Техас в Арлингтоне. Позже она получила степень магистра в Американской театральной консерватории в Сан-Франциско, после чего начала свою карьеру на экране.
Лэйн снялась в двух кинофильмах в начале карьеры, а в 1989 году получила регулярную роль в сериале «Охотник». В 1991—1992 годах у неё была второстепенная роль в сериале «Закон Лос-Анджелеса», после чего она была взята в ситком «Няня», где она последующие шесть лет играла напротив Фрэн Дрешер роль её конкурентки. В 2000 году она вернулась в Техас, где выступала на театральной сцене, а после прекратила актёрскую карьеру в пользу преподавания.